# Dassault Systèmes
Dassault Systèmes (DS) ist ein multinationales Software-Entwicklungsunternehmen mit mehreren Sitzen. In Europa befindet sich der Hauptsitz im französischen Vélizy-Villacoublay. Das Unternehmen ist bekannt für 3D Design Software, 3D Digital Mock-up und für Product-Lifecycle-Management (PLM)-Lösungen. Am 5. Juni 1981 wurde es als eigene Konzerngesellschaft des Unternehmens Dassault Aviation gegründet. Dassault Systèmes ist Entwickler von CATIA, einer CAD/CAM-Anwendung, und gehört zur Groupe Dassault.
Dassault Systèmes setzt sich für die Förderung von Innovation sowie ethischer Nutzung von KI in Europa ein und hat sich deshalb der EU AI Champions Initiative angeschlossen.
Im Juni 2019 übernahm Dassault Systèmes Medidata Solutions für 5,8 Milliarden US-Dollar.